# کاث

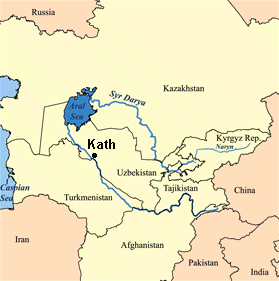
شهر کاث.

کاث (کات) بیرونی پایتخت خوارزم در حکومت آفریغیان بود و نامش در آن زمان کاث بوده‌است. پس از آن، این شهر دستخوش تغییرات نام بسیاری شد، از جمله در برهه‌ای به نام فیل و زمانی به نام شاباز نامیده می‌شد. در سال ۱۹۵۷ به افتخار ابوریحان بیرونی که در این شهر به دنیا آمده‌بود، به "بیرونی" تغییر نام یافت. شهر بیرونی در سال ۱۹۶۲ وضعیت شهر یافت. در سال ۱۹۶۹ رودخانۀ آمودریا طغیان کرد و در نتیجه چندین ساختمان در بیرونی آسیب جدی دیدند که به سرعت تعمیر شدند. خوارزم است که اینک جزء ولایت خوارزم در کشور ازبکستان است.
ایالت خوارزم در ابتدای سدهٔ میانه دو پایتخت داشت؛ گرگانج در جانب باختری رود آمودریا و کاث در جانب خاوری این رود. در پایان سدهٔ ۴ قمری کاث دیگر از شهرهای مهم خوارزم نبود. احتمالاً طغیان‌های مکرر آمودریا باعث ویرانی شهر گردید؛ زیرا هر طغیان رود، چند محله از شهر را خراب می‌کرد و در نهایت کار به جایی رسید که کاث در ردیف شهرهای بی‌اهمیت درآمد.
مغولان به کاث خرابی وارد نکردند و حتی ابن بطوطه که از این شهر دیدن کرده، آن را شهرک زیبایی یاد می‌کند.
در پایان سدهٔ ۸ قمری شهر به دست تیمور ویران شد؛ ولی پس از آن، خود او دستور به بازسازی‌اش داد.
شرف الدین علی یزدی نیز از کاث یاد کرده‌است. در سدهٔ ۱۱ قمری کاث کنار ترعه‌ای خشک قرار داشت؛ بدین جهت انوشه –خان خیوه– شهر دیگری به نام کاث و در نزدیکی آن بنا نهاد. ویرانه‌های کاث در شمال آمودریا موجود است و به نام آرامگاهی منسوب به «شیخ عباس ولی» که گویند از مشایخ ابتدای اسلام بوده، نامیده می‌شود.
یاقوت حموی در ذکر قصبهٔ «نوزکاث» می‌نویسد: 
شهرکی است نزدیک جرجانیهٔ خوارزم و «نوز» به زبان خوارزمی به معنی «نو» است، و آنجا شهری است که نامش «کاث» است، و این را یک «کاث نو» خوانده‌اند.
ابوعلی سینا در رسالهٔ «مخارج الحروف» تلفظ حرفی را که «سین زایی» خوانده، از مختصات حروف ملفوظ زبان خوارزمی ذکر می‌کند.
مردم کاث باستانی از نژاد ایرانی و زبانشان تا پیش از سدهٔ ۱۳ میلادی زبان خوارزمی از گروه زبان‌های ایرانی و بسیار نزدیک زبان ایرانی سغدی بوده‌است. پس از سدهٔ ۱۳ میلادی، رفته‌رفته این زبان با گویش‌های خاصی از ترکی و فارسی (از زبان‌های ایرانی) جایگزین می‌شود.
به قول مقدسی اهالی کاث عادت داشتند که در کوچه‌ها قضای حاجت کنند، حتی با پای آلوده به آن کثافات به مسجد می‌آمدند با وجود آنکه اهالی آن شهر فقیر نبودند و بازارهای پر دادوستد و پر متاع داشتند. 